# Beta Librae
Désignations
Beta Librae (β Librae / β Lib) dans la Désignation de Bayer est connue sous le nom traditionnel de Zubeneschamali. C'est l'étoile la plus brillante de la constellation de la Balance.

## Caractéristiques physiques
β Librae est une étoile de la séquence principale, de couleur bleu-blanc, chaude (environ 9 300 K), 180 fois plus lumineuse que le Soleil pour à peine 5 fois son diamètre. Elle tourne rapidement sur elle-même, à près de 200 km/s à l'équateur.
β Librae a parfois été classée « variable » car elle fut jadis considérée plus brillante qu'Antarès, une étoile de première magnitude (mais elle-même variable, sa magnitude apparente variant entre 1,1 et 2,0) dans la constellation du Scorpion toute proche. Elle ne présente en tout cas aucun signe apparent de variabilité aux temps modernes.

## Environnement stellaire
Étant une étoile de la séquence principale très chaude, β Librae possède un spectre très simple. Comme elle est suffisamment éloignée de nous (160 années-lumière), elle est idéale pour l'observation du milieu interstellaire.

## Nomenclature
Zubeneshamali est le nom aujourd'hui approuvé pour Beta Librae / β Lib par l’Union astronomique internationale (UAI). Ce nom vient de l’arabe الزبانى الشمالي  al-Zubānā ‘l-Šamālī, sachant que  الزبانى al-Zubānā est, dans les calendriers arabes traditionnels, le nom de la XVIe des (manāzil al-qamar), formée du couple αβ Lib. Celui-ci est apparu dans les premières listes latines de stations lunaires dès l’an mil sous la forme Alcebenet. C’est un peu plus tard, avec Platon de Tivoli (1138) que le nom est introduit pour l'étoile α Lib sous les formes açubene et azubene. On trouve ensuite la forme Zubeneshemali chez le philologue Joseph Juste Scaliger (1579), nom que, dans son Uranometria (1603), Johann Bayer reprend, mais en l'affectant par erreur à α Lib.
Le nom arabe lui-même a une longue histoire. Il trouve son origine dans l’astronomie mésopotamienne, où l’akkadien ZI.BA.AN.NA = zibānītu est une sorte particulière de « balance », et où la figure de cet instrument coexiste avec un autre figure, qaran zuqaqípi, littéralement « les Cornes », c’est-à-dire « les Pinces du Scorpion ». Ce doublet se retrouve chez les Grecs et les Arabes, qui en ont hérité par des voies différentes. La confusion entre ces deux figures explique que les philologues arabes ont pu penser que le mot l’arabe الزبانى  a'l-Zubānā, qu’ils n’imaginaient pas venir de l’akkadien zibānītu, « la balance », pouvait être formé sur la racine √ZBN, « pousser », et ils ont donné à ce mot le sens de « pinces », qu’ils ont d’ailleurs étendu à Alpha Cancri (voir cette étoile).
Beta Librae possède d’autres noms :
Le premier est Kiffa Borealis. Introduit par Giuseppe Piazzi (1814). à partir de la traduction du یجِ سلطانی Zīğ-i Sulṭānī ou « Tables sultaniennes » d’Uluġ Bēg (1437) par Thomas Hyde (1665). C’est l’arabe الكفّة الشمالي al-Kiffat al-Šamālī, « le Plateau Boréal », attesté dans la représentation ptolémaïque reprise par les Arabes.
Un second nom, plus rare est Vazneshemali, que l’on trouve chez Giovanni Battista Riccioli (1665), et relevé par Richard Allen (1899), d’où il est repris dans des catalogues actuels. C’est l’arabe الوزن الشمالي « le Poids Boréal », sachant que الوزن al-Wazn, « le Poids », est une lecture erronée du mot الميزان al-Mīzān, « la Balance ».